# Spilosoma fukieni
Spilosoma fukieni är en fjärilsart som beskrevs av Daniel 1943. Spilosoma fukieni ingår i släktet Spilosoma och familjen björnspinnare. Inga underarter finns listade i Catalogue of Life.